# Gey (geslacht)
Gey, ook: Gey van Pittius, is een Nederlands geslacht dat vooral militairen voortbracht.

## Geschiedenis
De stamreeks begint met Johannes Theodorus Gey, commies der reserven 1687, rentmeester der domeinen 1698. Zijn achterkleinzoon Adriaan Gey (1759-1814) was kolonel der infanterie. Hij trouwde in 1780 met Johanna Louisa Frederica (von) Pittius (1763-1823). Hun twee zonen kregen bij koninklijk besluit van 21 november 1837 vergunning de naam van Pittius achter de hunne te voegen.
De familie werd in 1917 opgenomen in het genealogische naslagwerk Nederland's Patriciaat en correcties volgden in die serie in 1923.

## Enkele telgen
Adriaan Gey (1759-1814), kolonel der infanterie; trouwde in 1780 met Johanna Louisa Frederica (von) Pittius (1763-1823)
- Adriaan Rudolph Willem Gey van Pittius (1787-1865), kolonel
  - Adriaan Rudolf Willem Gey van Pittius (1838-1896), luitenant-generaal
    - Adriaan Rudolf Willem Gey van Pittius (1887-1949), majoor der artillerie, adjudant i.b.d. van de koningin
- Carel Frederik Willem Gey van Pittius (1790-1866), luitenant-generaal der genie
  - Jan Karel Lodewijk Gey van Pittius (1829-1897), kapitein-ter-zee
    - Carel Frederik Gey van Pittius (1866-1945), luitenant-kolonel der artillerie